# Símbols d'Austràlia Occidental
L'estat australià d'Austràlia Occidental ha establert diversos símbols oficials.
| Símbol        | Nom                                           | Imatge                                        | Adopció | Observacions |
| ------------- | --------------------------------------------- | --------------------------------------------- | ------- | --- |
| Escut d'armes | Escut d'armes d'Austràlia Occidental          | Escut d'armes d'Austràlia Occidental          | 1969    | Fou concedit per la reina Elisabet II el 17 de març de 1969. Es tracta d'un escut d'argent que carrega un cigne negre surant sobre una base blava que representa l'aigua. Coronat per una corona reial entre dues branques de Kangaroo paw (Anigosanthos Manglesii) i suportat per doscangurs vermells, cadascun amb un bumerang. |
| Bandera       | Bandera d'Austràlia Occidental                | Bandera d'Austràlia Occidental                | 1870    | Basada en el pavelló blau britànic, carrega al vol una rodella groga amb un cigne negre. Va estar en ús a la dècada de 1830, només uns anys després de l'establiment de la colònia. El 1953 es modificà el cigne perquè mirés cap al pal.                                                                                         |
| Insígnia      | Insígnia d'Austràlia Occidental               | Insígnia d'Austràlia Occidental               | 1876    | L'ús del cigne negre a la insígnia va ser confirmat oficialment pel llavors governador colonial Sir Frederick Aloysius Weld el 1875, tot i que ja havia aparegut a la bandera d'Austràlia Occidental abans de 1870. |
| Bandera       | Bandera del governador d'Austràlia Occidental | Bandera del governador d'Austràlia Occidental | 1988    | Igual que la bandera estatal però amb la corona reial damunt la insígnia. |
| Color         | Groc i negre                                  |                                               |         | |
| Animal        | Numbat (Myrmecobius fasciatus)                | Numbat                                        | 1973    | Fou nomenat oficialment l'emblema animal el 25 de juliol de 1973. És un petit marsupial endèmic d'Austràlia occidental. |
| Flor          | Anigozanthos manglesii                        | Anigozanthos manglesii                        | 1960    | La flor va ser proclamada emblema floral estatal el novembre de 1960 i es va incorporar a l'escut d'Austràlia Occidental el 17 de març de 1969. Es tracta d'una espècia que només creix de forma natural en aquest estat australià.                                                                                               |
| Ocell         | Cigne negre (Cygnus atratus)                  | Cigne negre                                   | 1973    | El cigne negre va ser proclamada emblema estatal el 25 de juliol de 1973. El 1697, l'explorador i navegant holandès Willem de Vlamingh va batejar el riu Swan amb aquest nom després de trobar-se amb estols de cignes negres a l'estuari.                                                                                        |
| Animal marí   | Tauró balena (Rhincodon typus)                | Tauró balena                                  | 2013    | Va ser nomenat oficialment l'emblema el 12 de novembre de 2013. Va ser recomanat pels alumnes de l'escola primària Forest Crescent després d'una competició estatal. |
| Fòssil        | Gogo Fish (Mcnamaraspis kaprios)              | Mcnamaraspis kaprios                          | 1995    | Va ser nomenat oficialment l'emblema fòssil el 5 de desembre de 1995 a partir d'una iniciativa d'alumnes de l'escola primària Sutherland de Dianella, un suburbi de Perth. |
| Tartà         |                                               |                                               | 2011    | Dissenyat per B & B Johnston sent els colors: negre pel cigne que representa l'estat; el vermell i el verd representen l'emblema floral i de la gran riquesa mineral d'Austràlia Occidental; el blanc reflecteix la constel·lació de la Creu del Sud.                                                                             |
|               |                                               |                                               |         | |